# Planalto de Lasíti

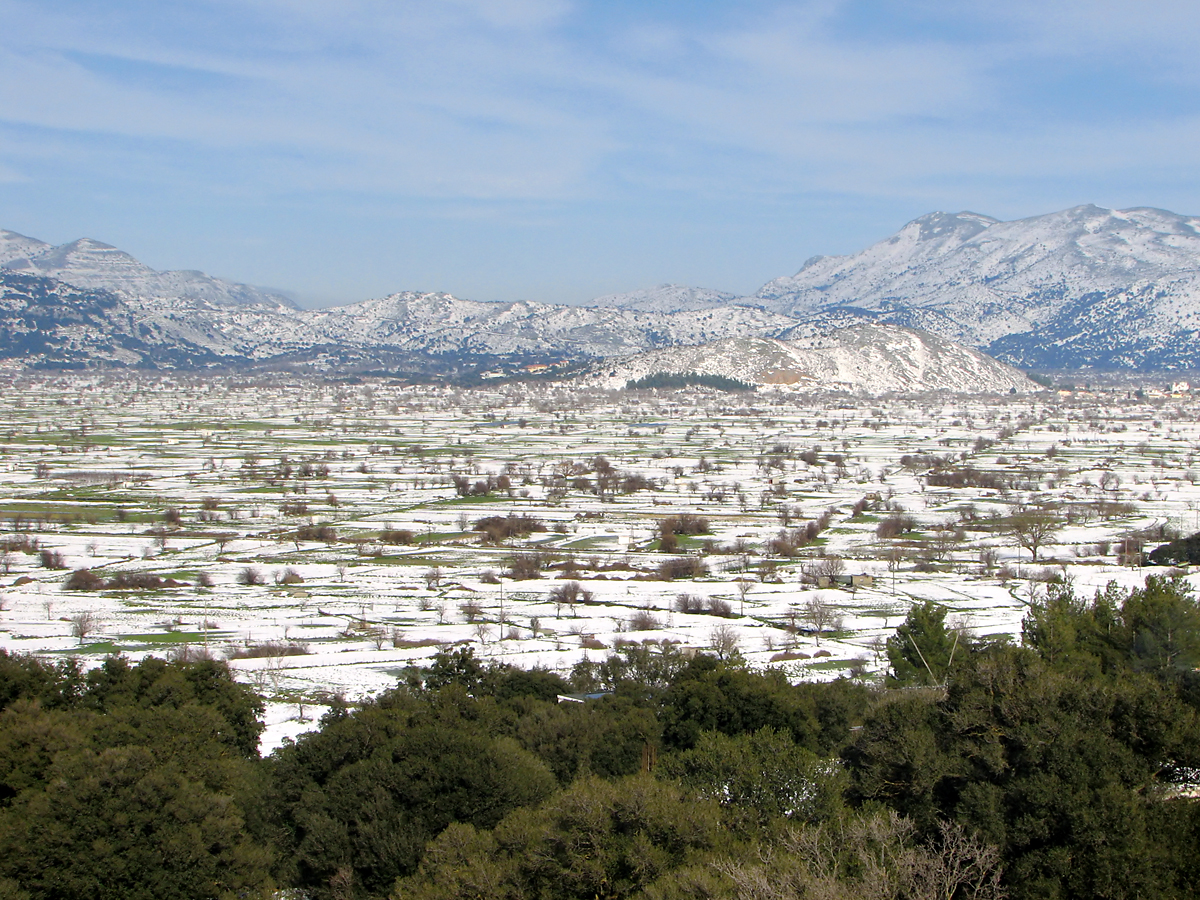
O planalto coberto de neve em março de 2011

O planalto de Lasíti (em grego: Οροπέδιο Λασιθίου; romaniz.: Oropédio Lasitíou), por vezes grafado Lassithi ou Lasithi, é um planalto endorreico e um município do centro-leste da ilha de Creta, Grécia, pertecente à unidade regional de Lasíti. O município, cuja capital é Tzermiado, tem 129,976 km² de área e em 2011 tinha 2 387 habitantes (densidade: 18,4 hab./km²).

## Descrição
O planalto propriamente dito situa-se a uma altitude média de 840 metros de altitude, cerca de 23 km a sul da costa de Mália, 45 km a oeste de Ágios Nikolaos e 55 km a sudeste de Heraclião (distâncias por estrada).
É uma área na cordilheira dos montes Dícti, cercada por montanhas, mais altas do lado sul, com aproximadamente 11 km na direção leste-oeste e 6 km na direção norte-sul. É uma zona agrícola muito fértil, famosa pelas suas aldeias tradicionais e ainda mais pelos seus moinhos de vento, que na realidade são bombas de elevação de água, que há séculos que são usadas para irrigação. Estes moinhos, que no passado chegaram a ser 10 000, estão em grande parte abandonados em favor de bombas diesel e elétricas. Devido à natureza endorreica do planalto e ao facto de existir uma camada de rocha impermeável imediatamente abaixo do solo, o nível freático está muito próximo da superfície, o que faz com que todos os enterramentos nos cemitérios sejam acima do solo, em mausoléus de pedra ou caixas de pedra decoradas.
Os habitantes do planalto vivem sobretudo da agricultura e pecuária. O turismo também tem alguma importância na economia local.

## História
A fertilidade do planalto, devida à escorrência superficial da fusão das neves das montanhas em volta, atraiu habitantes desde o Neolítico (6 000 a.C.). Seguiram-se os minoicos e dóricos e a região é continuamente habitada desde então, exceto durante um período que começou em 1293 e durou mais de dois séculos, durante a ocupação veneziana de Creta. Durante esse período, devido às frequentes rebeliões e forte resistência, as aldeias foram demolidas, o cultivo foi proibido e os locais foram forçados a abandonar às suas terras e proibidos de regressar; quem desobedecesse sujeitava-se à pena de morte. Um manuscrito veneziano do século XIII descreve o problemático planalto de Lasíti como a "spina nel cuore [di Venezia]" ("o espinho no coração de Veneza"). Mais tarde, no início do século XV, os governantes venezianos autorizaram refugiados do Peloponeso oriental, na Grécia continental, a fixarem-se na área e a cultivar a terra novamente. Para assegurar boas colheitas, os venezianos desenharam um extenso sistema de valas de drenagem, chamadas localmente línies (λίνιες), que foi construído entre 1514 e 1560 e ainda é usado atualmente. As valas levam a água para Chónos (Χώνος), uma dolina na orla ocidental do planalto.
Em janeiro de 1823, durante a guerra de independência da Grécia, Hassan Paxá comandou um exército de tropas otomanas e egípcias enviadas por Mehmet Ali, que ocupou o planalto e matou a maior parte dos seus habitantes que não tinham fugido para as montanhas. Em maio de 1867, durante a Grande Revolta Cretense, tropas otomanas e egípcias sob o comando de Omar Paxá e Ismail Selim Paxá marcharam novamente para a região com o objetivo de infligir um golpe decisivo nos revoltosos que usavam o planalto como o seu refúgio. Depois de combates ferozes, os rebeldes em desvantagem numérica foram derrotados e forçados a retirar para as encostas da serra de Dícti. Entre 21 e 29 de maio, muitos dos habitantes das aldeias foram massacrados ou feitos escravos, as suas casas foram incendiadas depois de saqueadas, as colheitas foram destruídas e o gado foi morto. O mosteiro de Kroustalenia, que tinha sido a sede do comité revolucionário, foi também demolido.
Durante a ocupação alemã, na Segunda Guerra Mundial, entre 1941 e 1944, os cumes em volta do planalto foram usados como esconderijos por combatentes locais da resistência.

### Sítios arqueológicos
No planalto e suas imediações há várias cavernas com interesse arqueológico, das quais a mais célebre é a de Psicro (Ψυχρό), situada numa encosta íngreme acima da aldeia com o mesmo nome, conhecida como Diktaion Andron (Δικταίον Άντρον) e que se pensa poder ser a Caverna Ideana, onde segundo a mitologia grega nasceu o deus Zeus e foi onde este se escondeu com a sua amante Europa depois de a ter raptado. A caverna de Psicro foi um santuário minoico e micénico.
Nas montanhas imediatamente a norte do planalto situa-se o sítio arqueológico de Carfi, que se acredita ter sido o último reduto da civilização minoica.

## Estudos genéticos da população

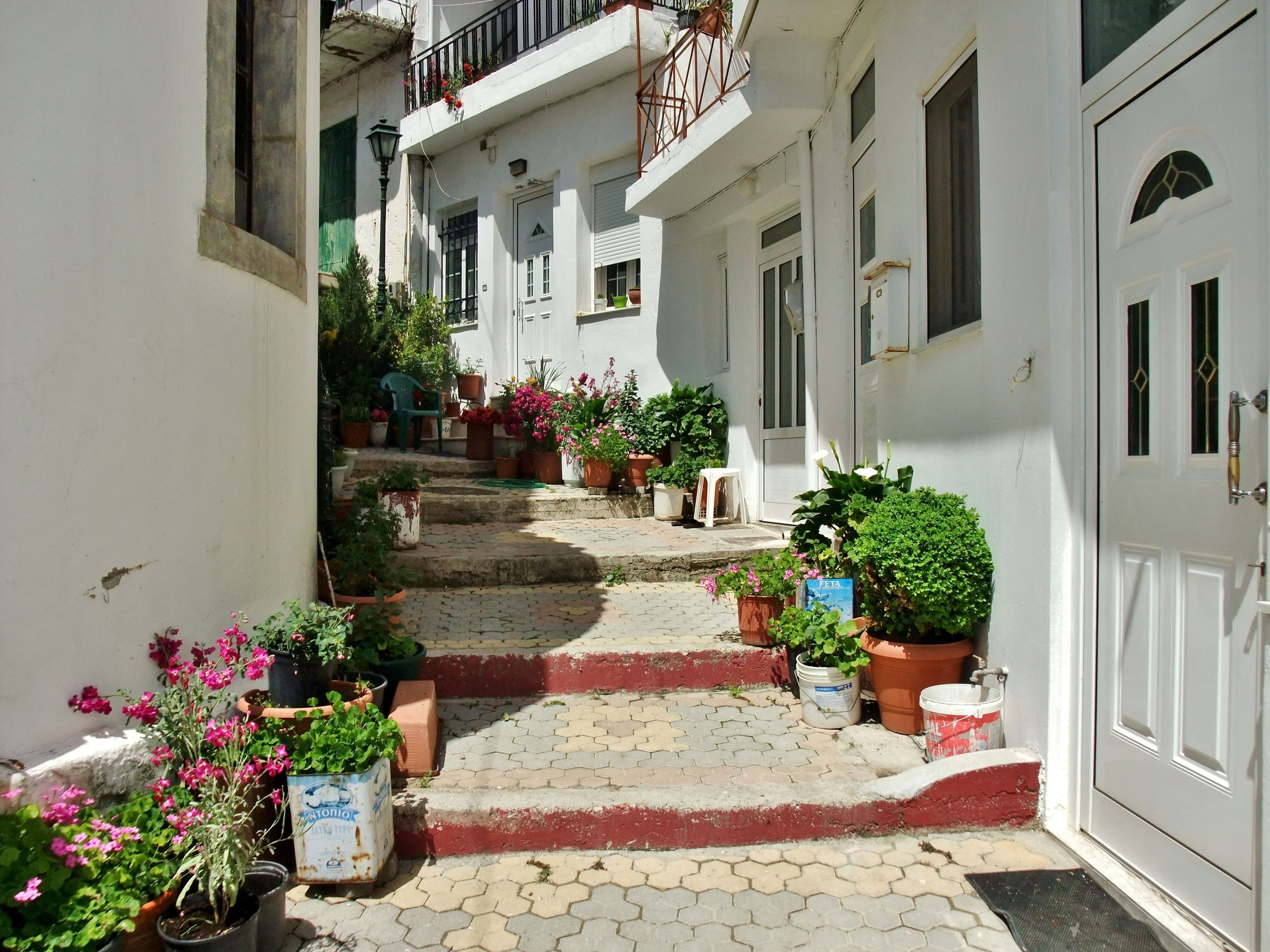
Rua de Tzermiado

Devido ao seu isolamento — a primeira estrada que ligou o planalto ao exterior só foi aberta na década de 1970 — a área atraiu a atenção dos estudiosos de genética genética populacional. Um estudo do DNA-Y realizado em 2007 mostrou que as amostras de DNA-Y recolhidas no planalto de Lasíti diferiam significativamente das recolhidas nas terras baixas de Creta, o que pode ser uma indicação de que a região serviu de refúgio a populações minoicas.
Um estudo do DNA mitocondrial de amostras de ossos de um ossário minoico do planalto, datadas de há 4 400–3 700 anos, mostrou que essas amostras estão mais próximos geneticamente das recolhidas em populações moderna do planalto, bem como de outras populações da Grécia e da Europa ocidental e do norte, do que das recolhidas no Egito e outras partes do Norte de África. Segundo os autores desse estudo, esses resultados são consistentes com a hipótese do planalto ter servido como refúgio dos últimos minoicos e que os atuais nativos do planalto são portadores da assinatura genética materna da população minoica.